# Obywatel roku
Obywatel roku (nor.: Kraftidioten) – norweska komedia kryminalna z 2014 roku w reżyserii Hansa Pettera Molanda.

## Obsada
- Stellan Skarsgård jako Nils
- Bruno Ganz jako Papa
- Pål Sverre Valheim Hagen jako Greven
- Atle Antonsen jako Reddersen
- Leo Ajkic jako Radovan
- Kåre Conradi jako Ronaldo
- Tobias Santelmann jako Finn
- Anders Baasmo Christiansen jako Geir
- Kristofer Hivju
- Birgitte Hjort Sørensen
- Goran Navojec
- Sergej Trifunovic

i inni.